# Lombron
Lombron település Franciaországban, Sarthe megyében. Lakosainak száma 1937 fő (2022. január 1.). Lombron Torcé-en-Vallée, Sillé-le-Philippe, La Chapelle-Saint-Rémy, Connerré, Montfort-le-Gesnois, Saint-Célerin és Saint-Corneille községekkel határos.

## Népesség
A település népességének változása:
| Lakosok száma | 1933 | 1925 | 1940 | 1909 | 1901 | 1911 | 1912 | 1900 | 1937 |
|               | 2013 | 2015 | 2016 | 2017 | 2018 | 2019 | 2020 | 2021 | 2022 |